# Foraminoppia salonae
Foraminoppia salonae är en kvalsterart som beskrevs av Subías och Antonio Arillo 1998. Foraminoppia salonae ingår i släktet Foraminoppia och familjen Oppiidae. Inga underarter finns listade i Catalogue of Life.